# Until Dawn: Rush of Blood
Until Dawn: Rush of Blood (с англ. — «До рассвета: Прилив крови», в России официально издана под названием «Дожить до рассвета: Жажда крови») — компьютерная игра в жанрах рельсового шутера и survival horror, разработанная британской студией Supermassive Games и изданная компанией Sony Interactive Entertainment. Является спин-оффом компьютерной игры Until Dawn, вышедшей 25 августа 2015 года. Была анонсирована 27 октября 2015 года и выпущена 13 октября 2016 года эксклюзивно для шлема виртуальной реальности PlayStation VR стационарной игровой консоли PlayStation 4. Российским дистрибьютором проекта выступила компания «СофтКлаб»; локализации подвергся как текст игры, так и озвучивание. В 2018 году вышла The Inpatient, следующая после Rush of Blood игра во вселенной Until Dawn.
Until Dawn: Rush of Blood получила смешанные отзывы от игровых журналистов.

## Игровой процесс
Until Dawn: Rush of Blood выполнена в жанра рельсового шутера: играбельный персонаж перемещается автоматически, а игроку необходимо отстреливаться от врагов, попутно собирая различные предметы, разбросанные по уровню.

## Разработка и выход
Слухи о разработке VR-игры по Until Dawn появились в октябре 2015 года; в ноябре она была официально анонсирована. В декабре было объявлено, что игра сделана на игровом движке Decima, который был модифицирован с использованием физического движка Havok. В том же месяце игра была представлена на PlayStation Experience.
Выход игры состоялся 13 октября 2016 года. Российским дистрибьютором проекта выступила компания «СофтКлаб»; локализации подвергся как текст игры, так и озвучивание.

## Восприятие
| Сводный рейтинг       | Сводный рейтинг |
| Агрегатор             | Оценка          |
| --------------------- | --------------- |
| GameRankings          | 73,31 %         |
| Metacritic            | 72/100          |
| OpenCritic            | 72/100          |
| «Критиканство»        | 62/100          |
| Иноязычные издания    |                 |
| Издание               | Оценка          |
| CGM                   | 9/10            |
| Destructoid           | 7,5/10          |
| Game Informer         | 7/10            |
| GameSpot              | 5/10            |
| GamesRadar+           | [ 15 ]          |
| IGN                   | 6/10            |
| Русскоязычные издания |                 |
| Издание               | Оценка          |
| GameMAG.ru            | 6/10            |

### Рейтинги
Until Dawn: Rush of Blood получила в целом смешанные оценки от игровых журналистов. Рейтинг игры на агрегаторе Metacritic составил 72 балла из возможных 100 на основе 51 рецензии, 27 из которых были положительными, 24 — смешанными. Такого же рейтинга игра удостоилась на агрегаторе OpenCritic, составившего 72 балла на базе 39 обзоров профильных критиков. Общий рейтинг Rush of Blood на агрегаторе «Критиканство», подсчитываемый на основе рецензий русскоязычных изданий, составил 62 балла из 100 на основе 2 обзоров: 1 положительного и 1 смешанного.

### Рецензии зарубежной прессы
Мелани Эмиль из Computer Games Magazine поставила Until Dawn: Rush of Blood оценку в 9 баллов из 10.
Кайл Хиллиард из Game Informer поставил проекту 7 баллов из 10.
Питер Браун из GameSpot поставил игре 5 баллов из 10.

### Рецензии российской прессы
Александр Логинов из GameMAG.ru присвоил игре 6 баллов из 10.
Алексей Мельник, представляющий журнал Darker, посчитал, что игру не стоит судить строго.